# Нефёдов, Валентин Валентинович
Валентин Валентинович Нефёдов (23 февраля 1982, Москва, СССР) — российский футболист.

## Биография
Воспитанник футбольной школы московского «Торпедо». Первый тренер — Николай Растегаев.
Выступал за клубы: «Ника» (Москва), «Локомотив» Нижний Новгород, «Арсенал» Тула, «Пресня-Буревестник», «Уралан плюс». В июле 2003 года перешёл в «Черноморец» Одесса, в команде пробыл сезон.
Позже выступал за «Машук-КМВ», «Анжи», «Звезду» Иркутск.
Летом 2007 года перешёл в состав новичка высшей лиги Украины, «Нефтяник-Укрнефть», а в летом 2008 года перешёл в состав другого новичка «Ильичёвец». Мог перейти в донецкий «Металлург», «Луч-Энергия», но ближе остальных к подписанию соглашения с футболистом был «Ростов».